# Eva de Goede
Eva de Goede (ur. 22 marca 1989 w Zeist) – holenderska hokeistka na trawie. Dwukrotna złota medalistka olimpijska, oraz srebrna medalistka igrzysk w Rio de Janeiro (2016).
W reprezentacji Holandii debiutowała w 2006. Brała udział w dwóch igrzyskach (IO 08, IO 12), na obu zdobywała złote medale. Z kadrą brała udział m.in. w mistrzostwach świata w 2010 (srebro) oraz kilku turniejach Champions Trophy (zwycięstwa w 2007 i 2008) i mistrzostwach Europy (złoto w 2009 i 2011). Łącznie w kadrze rozegrała 88 spotkań (11 goli).